# Franz Sondheimer
Franz Sondheimer (17 mai 1926 - 11 février 1981) est un professeur de chimie britannique d'origine allemande. En 1960, il reçoit le Prix Israël pour ses contributions à la science.

## Biographie
Franz Sondheimer est né à Stuttgart le 17 mai 1926, deuxième fils de Max et Ida Sondheimer. Son père dirige l'entreprise familiale de fabrication de colle. Son frère aîné, Ernst, est professeur de mathématiques au Westfield College. Ayant des relations d'affaires en Angleterre, Max Sondheimer réussit à faire venir sa famille à Londres en septembre 1937. Sondheimer, ne connaissant pas l'anglais, commence sa scolarité en Angleterre d'abord à Southend puis à la Hailey School de Bournemouth. En 1940, après avoir réussi l'entrée commune, il fréquente la partie de la Highgate School restant à Londres, où il obtient le School Certificate dans neuf matières en 1942. Un peu plus d'un an plus tard, il est admis à l'Imperial College, où il étudie jusqu'à la fin de la guerre, terminant premier de son année à l'examen final. Il obtient un doctorat en 1948, après avoir étudié les composés acétyléniques sous la direction de Ian Heilbron et Ewart Jones.
Sondheimer part à Harvard en 1948, pour rejoindre le groupe de Woodward dans leur projet sur la synthèse de stéroïdes. Il part ensuite, au début de 1952, à Syntex à Mexico pour succéder à Carl Djerassi à la tête de la recherche. Au cours de son séjour de quatre ans, il aide à créer de courtes voies directes vers la cortisone et vers toutes les principales hormones sexuelles. Il apprécie son séjour là-bas et est très aimé et respecté. Il explore une grande partie de la région dans son propre avion Beechcraft Bonanza.
En 1956, âgé de 30 ans, Sondheimer est nommé chef du département de chimie organique à l'Institut Weizmann. Il met en place une équipe solide et "est revenu à son ancien amour, la chimie de l'acétylène, comme base de sa contribution la plus originale et la plus fondamentale, la chimie des annulènes",.
En 1963, il accepte, puis rejette, l'offre d'une chaire prestigieuse à l'Université de Chicago, acceptant à la place l'une des chaires de recherche de la Royal Society nouvellement créées à l'Université de Cambridge. Il a une liberté considérable, crée un grand groupe international et est nommé Fellow du Churchill College. Néanmoins, il n'est pas heureux à Cambridge et est transféré en 1967 à l'University College de Londres. En mai de la même année, il est élu membre de la Royal Society,.
Franz Sondheimer souffre d'une dépression prolongée. Il est décédé le 11 février 1981 dans son bureau du Stauffer Laboratory de Stanford, où il est en congé sabbatique. Il s'est apparemment suicidé en prenant du cyanure.
En 1960, Sondheimer reçoit le prix Israël, en sciences exactes. En 1961, il reçoit la médaille et le prix Corday-Morgan. En 1967, il est élu membre de la Royal Society.